# Mariusz Niedbalski
Mariusz Janusz Niedbalski (ur. 5 stycznia 1977) – polski koszykarz, występujący na pozycji rozgrywającego, po zakończeniu kariery zawodniczej - trener koszykarski, obecnie trener kadry Polski do lat 18 oraz w SMS PZKosz Władysławowo.
6 czerwca 2018 został trenerem Miasta Szkła Krosno. W lipcu 2019 został asystentem trenera Stelmetu Enei BC Zielona Góra.

## Osiągnięcia
Na podstawie, o ile nie zaznaczono inaczej.

### Zawodnicze
- Wicemistrz Polski (1996)
- Brązowy medalista mistrzostw Polski (1997, 1998, 1999)
- Finalista pucharu Polski (1998)

### Trenerskie
(* – jako asystent)
Drużynowe
- Mistrzostwo:
  - Europy U–20 dywizji B (2013)
  - Polski (2020)*
- Wicemistrzostwo Europy U–18 dywizji B (2009)
- Brąz mistrzostw:
  - Europy U–20 dywizji B (2010)*
  - Polski (2014)
- Puchar Polski (2013)
- Uczestnik mistrzostw Europy:
  - U–20:
    - 2014 – 9. miejsce
    - dywizji B (2012 – 5. miejsce, 2013)

  - U–18 dywizji B (2018 – 12. miejsce)

Indywidualne
- Trener roku grupy A II ligi (2017)[4]